# Fuerte (álbum)
Fuerte es el séptimo álbum de estudio del grupo argentino Miranda!, publicado el 21 de abril de 2017. Después de 11 años de editar sus discos con la compañía discográfica Pelo Music, este álbum fue lanzado bajo el sello Sony Music Entertainment Argentina S.A. Este cambio comenzó con el primer sencillo, «743», que fue lanzado bajo Sony Music.
El álbum incluye doce canciones con distintos ritmos y con colaboraciones de algunos artistas como la uruguaya Natalia Oreiro y el mexicano Jesús Navarro, vocalista de la banda Reik. La canción «Quiero vivir a tu lado», fue el tema de apertura de la telenovela argentina del mismo nombre.
Es el último álbum donde participa «Monoto», ya que sería desvinculado del grupo tiempo antes de salir el disco. Cuenta con participación del mismo en «743» (solo locución), «Enero», «Quiero vivir a tu lado» y «Mala señal», siendo estas canciones las últimas que registró como miembro del grupo.

## Lista de canciones
| N.º   | Título                           | Escritor(es)                                  | Duración |  |
| 1.    | «743»                            | Alejandro Sergi; Cachorro López               | 3:26     |  |
| 2.    | «Cálido y rojo»                  | Alejandro Sergi; Cachorro López               | 3:29     |  |
| 3.    | «Lejos de mi alcance»            | Alejandro Sergi                               | 3:06     |  |
| 4.    | «No»                             | Alejandro Sergi; Cachorro López               | 4:08     |  |
| 5.    | «Ahora que soy cantante»         | Alejandro Sergi                               | 3:03     |  |
| 6.    | «Amante amigo»                   | Alejandro Sergi; Cachorro López               | 3:49     |  |
| 7.    | «Enero» (con Jesús Navarro)      | Alejandro Sergi; Cachorro López               | 3:33     |  |
| 8.    | «En esta noche»                  | Alejandro Sergi                               | 2:52     |  |
| 9.    | «Tu hombre» (con Natalia Oreiro) | Alejandro Sergi                               | 3:08     |  |
| 10.   | «Tu padre»                       | Alejandro Sergi; Cachorro López               | 3:07     |  |
| 11.   | «Quiero vivir a tu lado»         | Alejandro Sergi; Cachorro López; Paul Kirzner | 3:16     |  |
| 12.   | «Mala señal»                     | Alejandro Sergi                               | 3:40     |  |
| 40:34 |                                  |                                               |          |  |

## Miembros
- Ale Sergi: voz, coros, programación, teclados, guitarra eléctrica y guitarra acústica.
- Juliana Gattas: voz y coros.

## Músicos adicionales
- Cachorro López: bajo en 1, 5 y 6; teclados y programación en 1, 2, 4, 5, 6, 10 y 11; arreglo de cuerdas en 7.
- Sebastián Schon: teclados y programación en 1, 2, 4, 6, 7, 10, 11 y 12; saxo en 10; arreglo de cuerdas en 7.
- Gabriel Lucena: teclados y programación en 2 y 3; guitarra eléctrica en 2, bajo en 3.
- Anuk Sforza: guitarra eléctrica en 2, 3, 7, 11 y 12.
- Ludo Morell: batería 2, 3, 11 y 12.
- Demián Nava: teclados y programación en 1, 4 y 10.
- Didi Gutman: teclados en 4 y 7.
- Nicolás Grimaldi: bajo en 7, 11 y 12; locución en 1.
- Demir Lulja: violines en 7.
- Jesús Navarro: voz en 7.
- Natalia Oreiro: voz en 9.

## Ficha técnica
- Producido por Cachorro López y Alejandro Sergi.
- Grabado en Mondomix por Sebastián Schon y Demián Nava; y en Estudio Fantasma por Fernando Curutchet y Alejandro Sergi.
- Mezclado por César Sogbe en Mondomix, excepto 1 y 11 en Big Wall Studio.
- Master por Brad Blackwood en Euphonic Master.
- Bajo en 3, teclados y guitarras en 2, grabados por Gabriel Lucena en su casa.
- Voz de Natalia Oreiro grabada por Emilio Olivero y Fernando Andrés Vila.
- Voz de Jesús Navarro grabada por Guido Laris en Akasha Sound Lab México.

## Posicionamiento en listas
| Listas (2017)     | Mejor posición |
| ----------------- | -------------- |
| Argentina (CAPIF) | 18             |